# Akbil
Akbil est une commune algérienne de la Wilaya de Tizi-Ouzou, dans la région de la Kabylie.

## Géographie

### Localisation
La commune d'Akbil est délimiée :
- au nord, par la commune d'Ain El Hammam ;
- à l'est, par les communes d'Abi Youcef et d'Iferhounène
- au sud, par la wilaya de Bouira ;
- à l'ouest, par la commune de Yatafen.

|         | Aïn El Hammam               |                             |
| Yatafen | Akbil                       | Abi Youcef Iferhounène      |
|         | Saharidj (Wilaya de Bouira) | Aghbalou (Wilaya de Bouira) |

### Villages de la commune

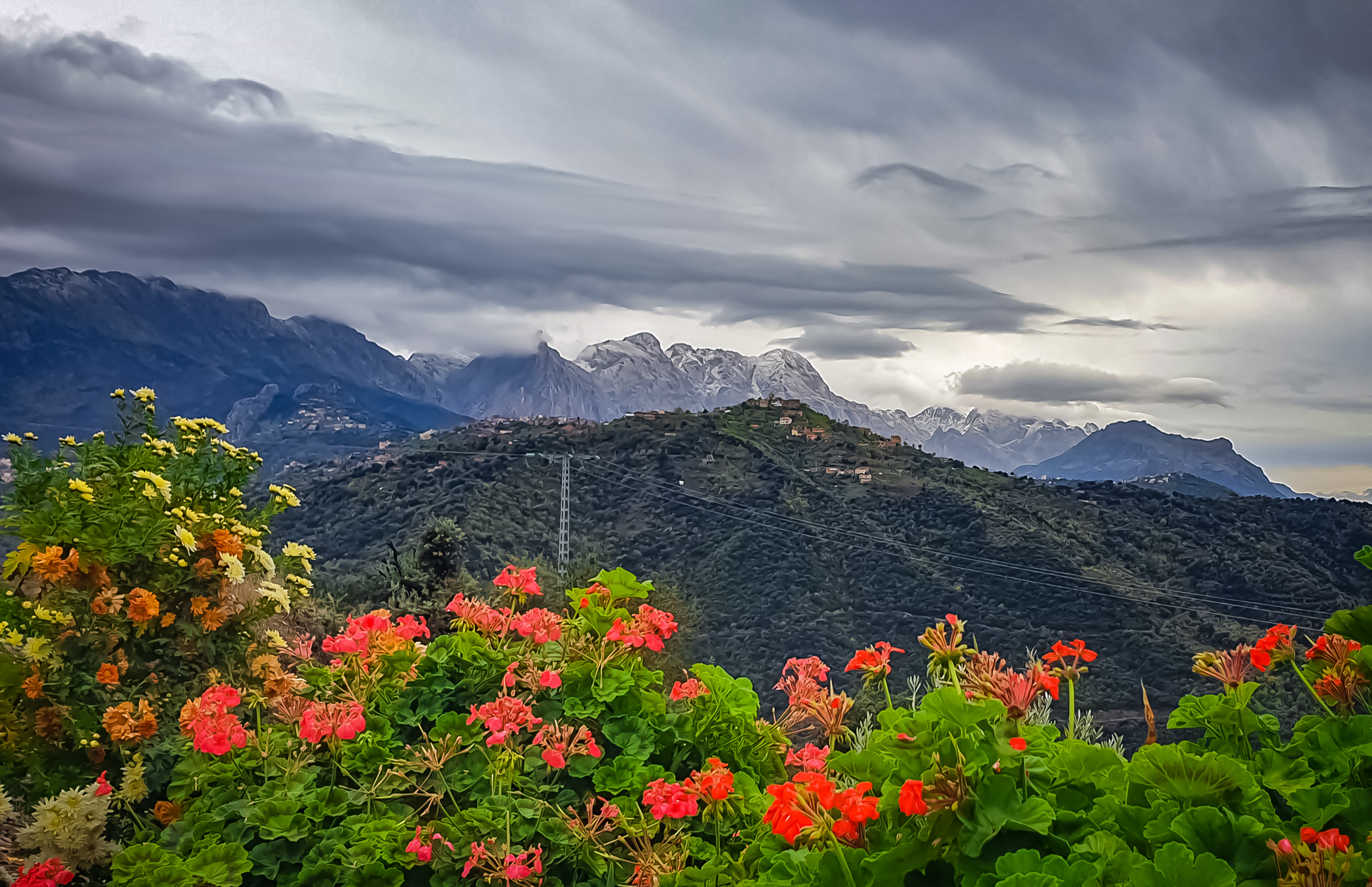
Vue d'Akbil

La commune d'akbil est composée de 13 villages :
- Aït Djemaa (At Jmaɛa) ⴰⵝ ⴵⵎⴰⵄⴰ
- Aït Hadda (At Ḥadda) ⴰⵝ ⵃⴰⴷⴷⴰ
- Aït Hamsi (At Ḥamsi) ⴰⵝ ⵃⴰⵎⵙⵉ
- Aït Laziz (At Laɛziz) ⴰⵝ ⵍⴰⵄⵣⵉⵣ
- Aït Mislaïène (At Mislayen) ⴰⵝ ⵎⴻⵙⵍⴰⵢⴻⵏ
- Aït Ouabane (At Waɛban) ⴰⵝ ⵡⴰⵄⵠⴰⵏ
- Aït Ouagour (At waggur) ⴰⵝ ⵡⴰⴳⴳⵓⵔ
- Aït Sellane (At Sellan) ⴰⵝ ⵙⴻⵍⵍⴰⵏ
- Aït Sidi Saïd (At Sidi Saεid) ⴰⵝ ⵙⵉⴷⵉ ⵙⴰⵄⵉⴷ
- Akaoudj (Aqawej) ⴰⵇⴰⵡⴻⵊ
- Aourir Ouzemour (Awrir U Zemmur) ⴰⵡⵔⵉⵔ ⵓⵣⴻⵎⵎⵓⵔ
- Ath Bouzid (At Buzid) ⴰⵝ ⴱⵓⵣⵉⴷ
- Beni Mahmoud (At Maḥmud) ⴰⵝ ⵎⴰⵃⵎⵓⴷ

## Démographie
| Année | Population |
| ----- | ---------- |
| 1977  | 6817       |
| 1987  | 8575       |
| 1998  | 9753       |
| 2008  | 8898       |
| 2018  | 9078       |

## Économie
La commune, comme beaucoup d'autres régions de Kabylie, vit de la culture de l'olivier, du figuier, du grenadier, et du cerisier, en plus de la figue de barbarie. Les villageois vivent aussi de l'élevage bovin et ovin ....L'olivier et le figuier, bon an mal an, contribuent en partie, par les récoltes procurées, à constituer des petites ressources pour les familles de la commune . Sinon depuis un peu plus de deux décennies certains villageois plus ou moins nanties ont investi le petit commerce.